# Арсиноя Македонская
Арсиноя (др.-греч. Ἀρσινόη, IV век до н. э.) — македонская аристократка, мать царя Египта Птолемея I Сотера. В историографии существует несколько противоречивых версий о семейном положении Арсинои и дате рождения ею Птолемея; достоверных сведений о её жизни почти не сохранилось.

## Происхождение. Семейное положение
Согласно Сатиру из Каллатиды, отец Арсинои носил имя Мелеагр, а по происхождению она принадлежала к боковой ветви правящей династии македонских царей Аргеадов. Биография Арсинои привлекает историков в первую очередь в контексте отцовства и ранних лет её сына Птолемея. В античных источниках его преимущественно называют сыном Арсинои от македонского аристократа из верхнемакедонской области Эордеи Лага. Ещё по одной, менее распространённой, версии, он был внебрачным сыном царя Филиппа II.
Квинт Курций Руф утверждал, что Птолемей «был сыном наложницы Филиппа». Согласно Павсанию, Филипп II выдал Арсиною замуж за Лага, когда она уже была беременной Птолемеем. Клавдий Элиан, не называя имени Филиппа II, писал, что Арсиноя изменила Лагу и родила Птолемея. Лаг положил мальчика на бронзовый щит, однако прилетел орёл покровителя царей Зевса, который защитил младенца и вскормил его собственной кровью. Согласно наиболее распространённой в историографии версии, эти слухи возникли в первые годы войн диадохов и были связаны с желанием легитимизировать притязания на власть «брата Александра Македонского» Птолемея. Кроме того, при такой трактовке событий Птолемеи через Филиппа II и мифологических основателей династии Аргеадов становились потомками Геракла и богов древнегреческого пантеона.
У. Тарн подчёркивал несостоятельность этой античной истории. В древней Македонии полигамия была обычным явлением. Филипп II мог взять в очередные жёны Арсиною, которая была представительницей царской династии. Историк Н. Коллинз провела исследование относительно того, когда, как и для чего возникли слухи о связи Арсинои с Филиппом II. Она отмечает, что Арриан, который писал своё сочинение на основании мемуаров Птолемея, называет его исключительно сыном Лага. По мнению историка, если бы слух об отцовстве Филиппа II был бы инспирирован самим Птолемеем, то он бы нашёл отображение у Арриана. Историк пришла к выводу, что Арсиноя родила Птолемея вне брака. Версия об отце Птолемея Лаге впервые зафиксирована при царе Египта, сыне Птолемея I Птолемее II. Слух об отце Птолемея Филиппе II, по мнению Н. Коллинз, появился при царе Македонии, другом сыне Птолемея Птолемее Керавне. Оба сына Птолемея при создании родословной своего отца преследовали собственные цели: царь Египта хотел скрыть позорный для того времени факт незаконнорождённости отца, а царь Македонии — обосновать свои права на престол. Кроме того, Н. Коллинз отметила, что старшего сына Птолемея звали Леонтиском. Исходя из традиции называть первенца в честь деда, по мнению историка, отца Птолемея могли звать Леонтиском. Гипотезы Н. Коллинз о неопределённом происхождении Птолемея, однако, настолько сомнительны, что не нашли признания в историографии.

## Дискуссия о дате рождения Птолемея
О дате рождения Птолемея в историографии также существует несколько версий. Единственным античным источником, на основании которого можно точно идентифицировать дату рождения Птолемея, является трактат Лукиана «Долговечные». Этот писатель утверждал, что Птолемей умер в возрасте 84 лет. Так как год смерти Птолемея известен, то, согласно Лукиану, Арсиноя родила сына в 367/366 году до н. э. Среди историков данная версия имеет как сторонников, так и противников. О. Буше-Леклерк и Э. Бивен считали, что Птолемей был ровесником и другом детства Александра Македонского, который родился в 356 году до н. э. В. Хеккель, напротив, указывал, что эта версия никак не подкреплена источниками и соглашается с данными Лукиана. Он считал, что Птолемей был на 10—11 лет старше Александра.
Сыном Арсинои также мог быть брат Птолемея Менелай. Этот персонаж в одном из написанных при жизни Птолемея папирусов назван «сыном Лага». Диодор Сицилийский и Юстин называют его родным братом Птолемея. Неизвестно, однако, был ли Менелай вторым сыном Арсинои либо сыном Лага от другой женщины.